# Martin Haraldsen
Martin Haraldsen er en norsk badmintonspiller. Han spiller nu for badmintonklubben Sandefjord Badmintonklubb (SaBK) , tidligere spillede han for Herøy badmintonklubb, men flyttede sidste år til Sandefjord for gå på badminton gymnasium. 

## Fortjenester

### 2007
- 2. plads single Ungdommens badmintonmesterskap [3]
- 3. plads single NM-junior [4]
- 3. plads dobbel NM-junior [4]

### 2008
- 1.plads Herresingle, Helgelands Cup 2008 [5]
- 1/8 finale Herresingle U19 NM-junior [6]